# Shabaka
Shabaka (Gran gat] (716-702 aC), fou faraó d'Egipte, fill (o germà) de Piankhi al que va succeir vers el 716 aC. El seu nom com a rei fou Neferkare i el seu nom d'Horus, Horus d'or i Nebti fou Sebaqtawy, que segurament vol dir "el que fereix les dues terres". La seva capital fou Memfis.
Va fer construccions als temples com els de Memfis (a Ptah), Esna (a Khnum), Abidos (a Osiris), Denderah (a Hathor), i Edfú (a Horus). Va engrandir el temple de Medinet Habu, prop de Tebes i va fer construccions a Karnak (entre elles l'anomenada Tresor de Shabaka). El seu fill Horemakhet (Harenmakhet) fou gran sacerdot d'Amon a Tebes, regió que governava la seva germana (o tia) Amenardis, la tomba de la qual es conserva a Medinet Habu. Se l'esmenta a l'Antic Testament, (Gènesi 10). Queden esteles al territori de Sais, una del quart any a Sau i un altre del sisè a Buto. Bakenranef de Sais, darrer faraó de la dinastia XXIV, va apoderar-se de Tanis però Shabaka devia recuperar-la i consta que vers el 710 i 709 aC dominava plenament tot Egipte.
Es va casar amb Tabekenaum "filla i germana de reis" que era sacerdotessa d'Hathor, senyora de Tepihu a Afroditòpolis, sacerdotessa d'Hathor a Iunit (Denderah) i sacerdotessa de Neith. Sembla que era fill d'un rei libi probablement del Delta i germana del rei (Per línia materna?). Una altra dona fou Mesbat, mare del Gran Sacerdot d'Amon Horemakhet. Una tercera dona fou Qalhata, mare del rei Tantamani, que potser era filla de Piankhi o germana de Taharqa, o potser era filla del mateix Shabaka.
La Pedra de Shabaka, avui al Museu Britànic, conté la còpia en pedra d'un papir descobert a Memfis que explica la teologia de Memfis dels déus creadors; és una resta molt important que malauradament està en part deteriorada.
Va morir el 702 aC i fou enterrat a Al-Kurru, a l'antiga Núbia (Sudan). El seu successor fou Shebiktu, que no és clar si era el seu fill o era fill de Piankhi.
| Predecessor: Piankhi | Faraó Dinastia XXV | Successor: Shebiktu |